# Каримов, Ахим Каримович
Каримов Ахим Каримович (тат. Кәримов Әхим Кәрим улы; 5 декабря 1917 года, д. Актаныш Мензелинского уезда Уфимской губерни — 28 июля 2015 года, Уфа) — геохимик, доктор геолого-минералогических наук (1969), профессор (1973). Участник Великой Отечественной войны, кавалер ордена Отечественной войны 2-й степени.

## Биография
Каримов Ахим Каримович родился 5 декабря в 1917 году в деревне Актаныш Мензелинского уезда Уфимской губерни в многодетной крестьянской семье. В 1930-х годах семья переезжает на постоянное место жительство в Узбекистан.
В 1939 году окончил химический факультет Самаркандского университета.
В октябре 1939 года был призван в ряды Красной Армии. Во время Великой Отечественной войны воевал на Сталинградском фронте в танковых частях. Победу встретил в Берлине в звании гвардии старший лейтенант, демобилизовался в 1947 году.
Трудовую деятельность начал в Уфимском научно-исследовательском институте. С 1947 года был на должности старший инженер, с 1955 года был на должности старшего научного сотрудника.
В 1951—1954 годах работал в Ленинградском Всесоюзном научно-исследовательском геологоразведочном институте.
С 1959 года заведовал отделом Института геологии и разработки нефтяных и газовых месторождений (Ташкент). С 1959 года по 1976 год, в течение 17 лет семья живёт в городе Ташкент.
В 1976 году семья возвращается в Уфу.
С 1976 года работал преподавателем Уфимского нефтяного института, с 1978 года был завующим кафедры химии Салаватского вечернего факультета.
В 1980—1988 годах работал преподавателем в Башкирском государственном педагогическом университете имени М. Акмуллы.

## Научная деятельность
Научно-производственная деятельность связана с геологией нефти и природного газа Волго-Уральского региона и Средней Азии.
Автор более 100 научных работ. Награждён орденом Отечественной войны 2-й степени (1985).
Умер 28 июля 2015 года, похоронен на Южном кладбище Уфы.

## Награды
Награждён орденами «Красной звезды», «Красного знамени», медалями «За отвагу», «За оборону Сталинграда», «За освобождение Варшавы», «За победу над Германией».